# Gregorio Antonio Gallo de Andrade
Gregorio Antonio Gallo de Andrade (Burgos, 1512 - Segòvia, 25 de setembre de 1579) va ser un religiós que va ocupar els càrrecs de bisbe d'Oriola (1566-1577), bisbe de Segòvia (1577-1579) i confessor de la reina Isabel de Valois.

## Biografia
Va nàixer el 1512 a Burgos, fill de Diego López Gallo, regidor de la ciutat. Va començar els estudis a la seua ciutat natal, on va cursar gramàtica llatina, i es va traslladar després a la Universitat de Salamanca, on estudià dialèctica, filosofia i teologia, fins a obtenir una càtedra d'escriptura. En 1553, sent mestrescola de la universitat i catedral de Salamanca, va assistir a la junta convocada a Valladolid per Carles I, que l'any 1557 el va enviar a Alemanya com a ambaixador Finalment va anar al Concili de Trento i va ser confessor de la reina Isabel de Valois, tercera esposa de Felip II.
Després del desmembrament d'Oriola de la diòcesi de Cartagena i posterior creació de la diòcesi d'Oriola, en va ser nomenat el seu primer bisbe i prengué possessió del càrrec el 23 de març de 1566. Allà es va mantenir fins que va ser elegit bisbe de Segòvia, a la ciutat on va arribar el 22 de desembre de 1577, ocupant un breu període aquesta nova dignitat, doncs va emmalaltir i va morir a Segòvia el 25 de setembre de 1579.
Va ser soterrat a la capella del Crist de la catedral de Segòvia, i posteriorment traslladat al convent de Sant Pau de Burgos, on va ser novament enterrat en la capella de Sant Gregori, fundada el 1508 pel seu pare.